# 카렌어

카렌 제어의 분포

카렌어 또는 카렌 제어(영어: Karen(ic) languages)는 카렌족이 사용하는 여러 중국티베트어족 계통 언어들을 가리킨다. 가장 사용자가 많은 언어는 스고어(S'gaw), 파오어(Pa'o), 포어(Pwo)이다. 카렌니어(Karenni)와 카야어(Kayan)는 스고어와 가깝다.
대부분 성조를 가지는 언어이며, 표기에는 버마 문자의 변형인 카렌 문자가 많이 사용된다. 중국어를 제외한 중국티베트어 중에서는 드물게도 SVO 어순을 기본으로 하는데, 인근의 몬어나 태국어의 영향을 받은 것으로 추정된다.

## 분류
중국티베트어족 내에서 카렌어의 명확한 계통적 위치는 여전히 불분명하다. Benedict (1972)는 카렌어군을 티베트버마어파에서 분리하여 "티베트-카렌어파"(Tibeto-Karen)를 제안했으나 현재는 잘 받아들여지지 않는다.
세부 분류에 관해서도 이설이 많으나, 지리적으로 크게 북부, 중부, 남부 방언 또는 언어로 분류할 수 있다.
- 북부: 파오어. 다시 크게 남부 방언과 북부 방언으로 나뉜다.
- 중부: 가장 다양성이 크다. 카렌니어, 카야어, 붸어, 게바어 등이 속한다. 카야어는 북부에 비정되기도 한다.
- 남부: 포어와 스고어.